# Ricky van Wolfswinkel
Ricky van Wolfswinkel (n. 27 ianuarie 1989, în Woudenberg) este un fotbalist neerlandez care evoluează pe postul de atacant la clubul neerlandez Vitesse Arnhem.

## Palmares

### Club
Sporting Clube de Portugal
- Taça de Portugal

Finalist: 2011–12

### Individual
- Jucătorul lunii în Primeira Liga: septembrie 2011